# Tylecodon suffultus
Tylecodon suffultus ist eine Pflanzenart der Gattung Tylecodon in der Familie der Dickblattgewächse (Crassulaceae).

## Beschreibung
Tylecodon suffultus wächst als kleine, kriechende und wenig verzweigte Sukkulente mit einer unterirdischen und verzweigten Knolle. Die bis 30 cm langen und grauen Triebe erreichen 3 bis 5 mm im Durchmesser und sind mit schwarzen Streifen versehen. Die linealisch bis elliptischen Blätter stehen dicht an den Triebspitzen und sind an der Basis keilförmig und haben eine stumpfe oder zugespitzte Spitze. Sie werden 1 bis 3 cm lang und 2 bis 3 mm breit. Die Oberseite der Blätter ist gefurcht und die Unterseite konvex ausgebildet.
Die Blütenstände bilden bis 10 cm lange, ausgebreitete Thyrsen mit 3 bis 5 Monochasien, die wiederum 1 bis 3 aufrechte Einzelblüten tragen. Der Blütenstandstiel ist drüsig-flaumhaarig behaart. Der Blütenstiel wird 1,2 bis 2 cm lang. Die linealisch bis lanzettlichen Kelchblätter sind ebenfalls drüsig-flaumhaarig behaart und werden bis zu 3 mm lang und 1 mm breit. Die röhrige Blütenkrone ist auf der Innenseite rosarot gefärbt und 5 bis 8 mm lang und 3 mm in Durchmesser. Die ausgebreiteten und später zurückgebogenen Zipfel sind länglich und bis 5 mm lang.

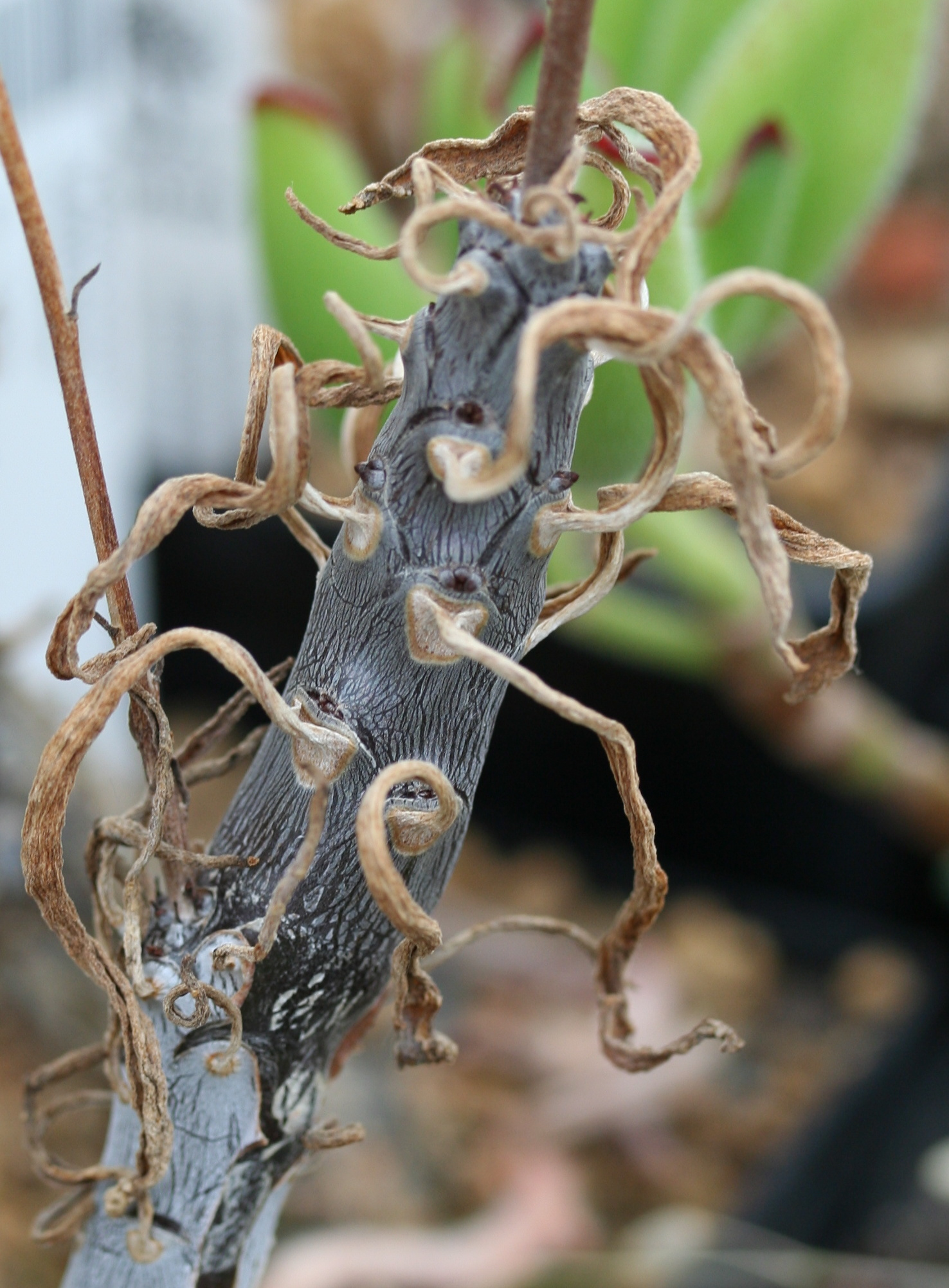
Junger Trieb mit vertrockneten Blattresten
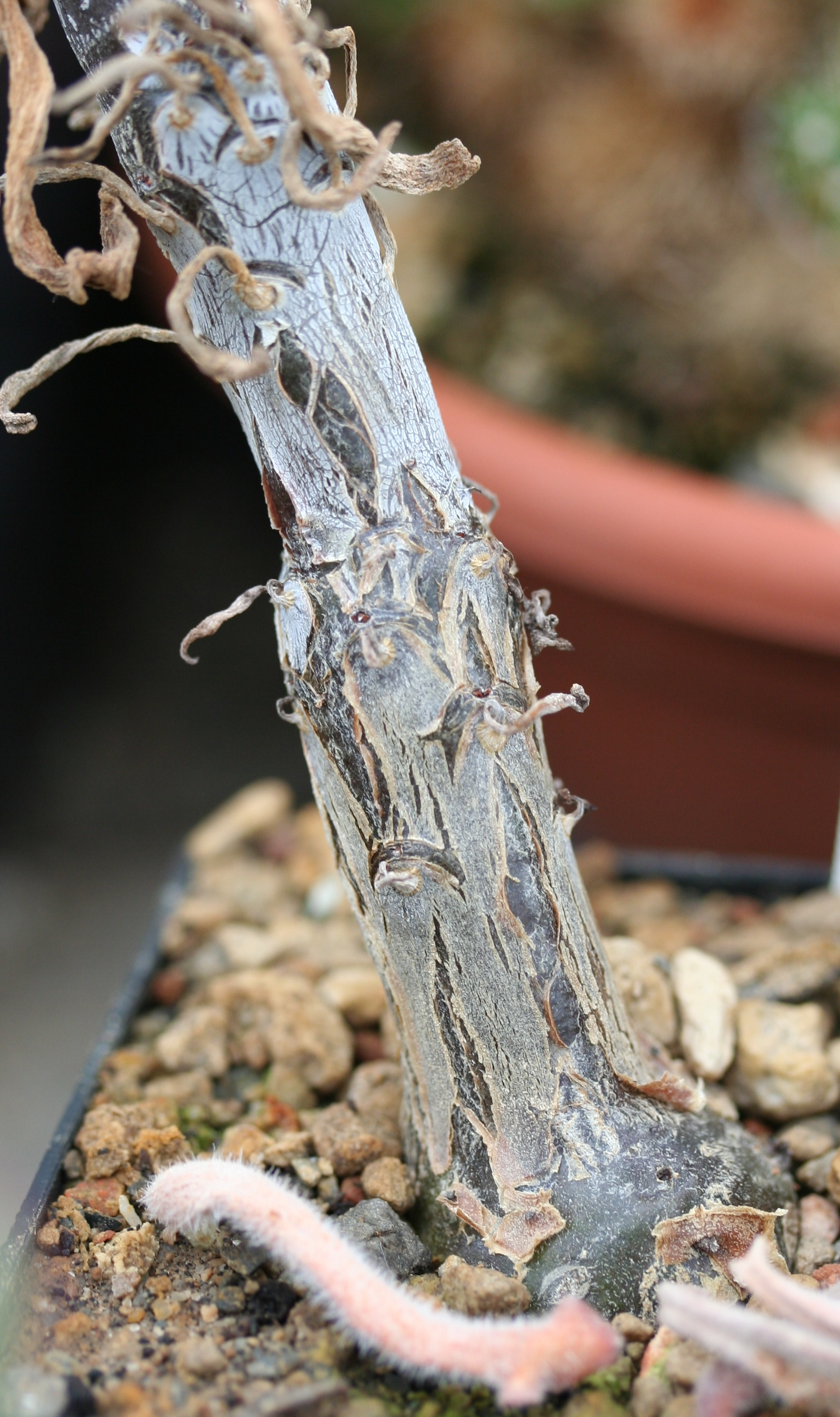
Älterer Trieb mit Stammbasis (Ansatz der verdickten Knolle)
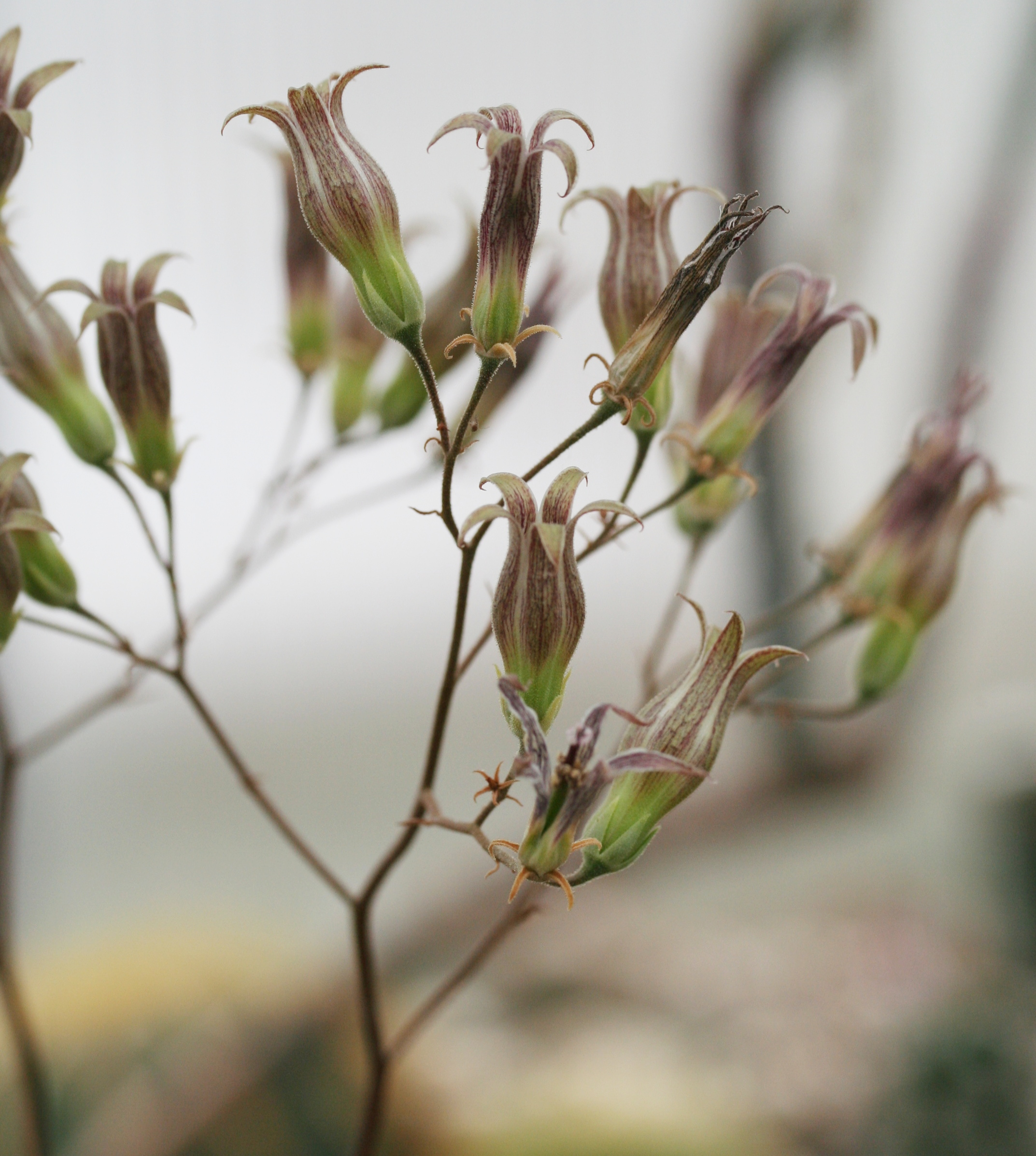
Ausschnitt aus einem Blütenstand
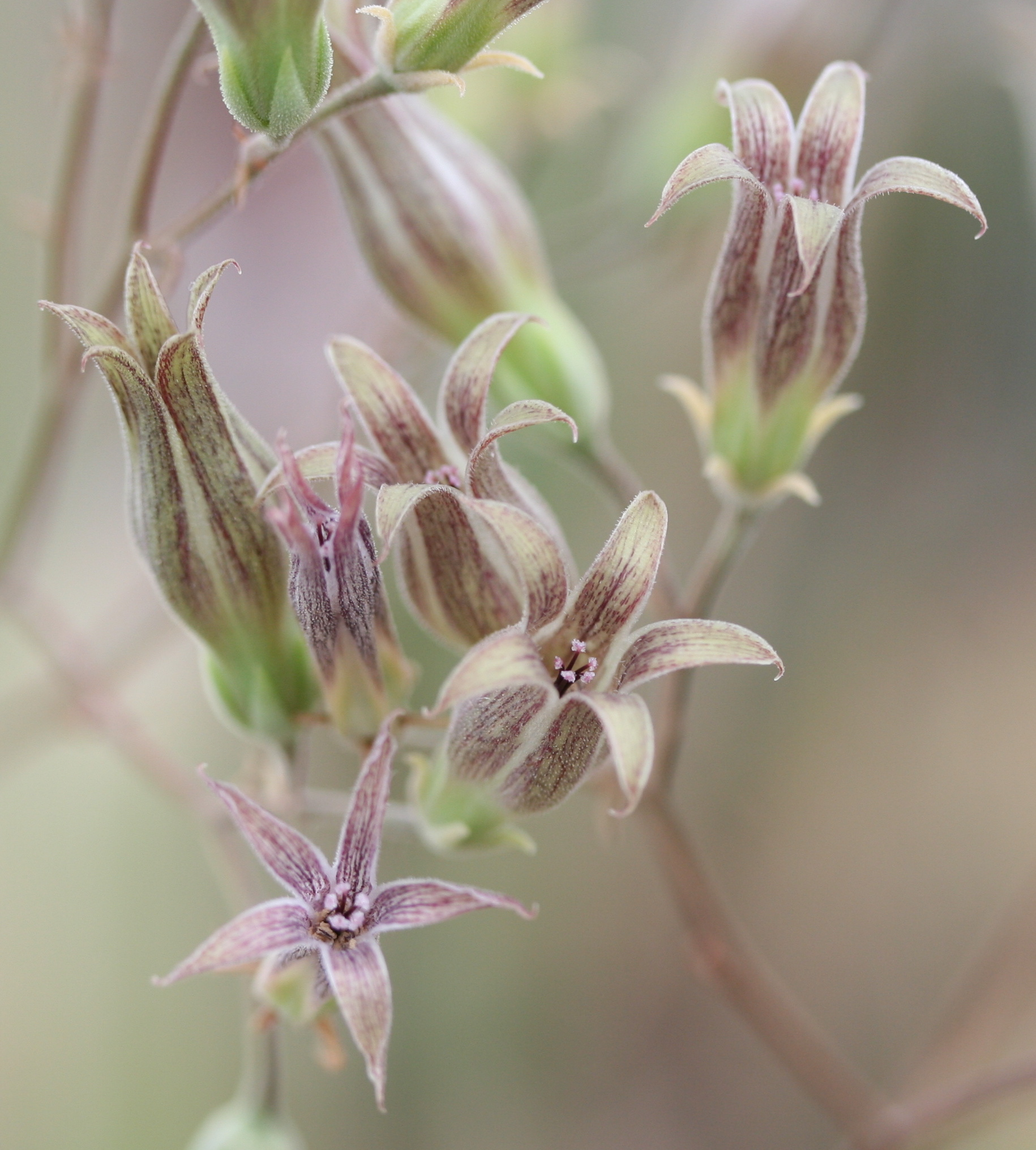
Details der Einzelblüten

## Systematik und Verbreitung
Tylecodon suffultus ist in der südafrikanischen Provinz Westkap in der Sukkulenten-Karoo verbreitet. Die Erstbeschreibung erfolgte 1978 durch Peter Vincent Bruyns.